# 675 (numero)
Seicentosettantacinque è il numero naturale dopo il 674 e prima del 676.

## Proprietà matematiche
- È un numero dispari.
- È un numero composto con 12 divisori: 1, 3, 5, 9, 15, 25, 27, 45, 75, 135, 225, 675. Poiché la somma dei suoi divisori (escluso il numero stesso) è 565 < 675 è un numero difettivo.
- È parte delle terne pitagoriche (52, 675, 677), (360, 675, 765), (420, 675, 795), (675, 816, 1059), (675, 900, 1125), (675, 1620, 1755), (675, 1760, 1885), (675, 2772, 2853), (675, 3000, 3075), (675, 5040, 5085), (675, 8424, 8451), (675, 9100, 9125), (675, 15180, 15195), (675, 25308, 25317), (675, 45560, 45565), (675, 75936, 75939), (675, 227812, 227813).
- È un numero palindromo nel sistema di numerazione posizionale a base 14 (363) e in quello a base 26 (PP). In quest'ultima base è altresì un numero a cifra ripetuta.
- È un numero potente.

## Astronomia
- 675 Ludmilla è un asteroide della fascia principale del sistema solare.
- NGC 675 è una galassia spirale della costellazione dell'Ariete.

## Astronautica
- Cosmos 675 è un satellite artificiale russo.